# Vialaser
A Vialaser é uma rede de depilação a laser, criada no ano de 2011, em Criciúma, Santa Catarina. Uma das líderes do segmento no Brasil, possui mais de 170 clínicas no país e outras 4 no Paraguai e realiza, em média, 38 mil atendimentos por mês. Com sedes em Tubarão (SC) e São Paulo (SP), oferece tratamentos que unem, simultaneamente, dois tipos de lasers, o Nd-YAG e Alexandrite — esse último, derivado de um cristal chamado Alexandrita.

## História
Em 2011, após acompanhar o crescimento do mercado de cuidados pessoais dentro e fora do Brasil, um casal de empreendedores — a fisioterapeuta Kessey Lima, de Curitiba (PR), e o engenheiro de produção Kilmer Lima, de Laguna (SC) — identificou a oportunidade no setor de depilação a laser no estado de Santa Catarina, no Sul do Brasil, onde desejavam morar. Conforme a sócia-fundadora, que já trabalhava no ramo em São Paulo, “a região de Criciúma é conhecida por ter muitas plantações de arroz bem-sucedidas. Poderia ter arriscado e investido nessa área, mas escolher fazer o que sabia, pela expertise no assunto, pareceu mais acertado.”
A proposta da Vialaser é democratizar o acesso à depilação a laser, um método de remoção de pelos. Kilmer Lima destaca que “desde o começo, queríamos fornecer o que há de melhor e mais moderno para os nossos clientes. Isso abrange desde a preocupação com nossos equipamentos, modernizados continuamente, até oferecer mais opções de parcelamento e horários diferenciados de atendimento, por exemplo”.
O projeto de abrir a primeira clínica em Criciúma foi concluído no mesmo ano, em outubro. O plano de negócio foi viabilizado com investimento próprio e previa a inauguração de, ao menos, mais uma unidade no curto prazo. Em  12 meses, a rede contava com 4 endereços em cidades de Santa Catarina: além de Criciúma, lojas em Tubarão, Joinville e Florianópolis iniciaram a operação.

## Expansão
Em 2015, lançaram um sistema operacional próprio que permitia a administração de lojas a distâncias maiores. Enquanto isso, uma nova análise apontou a Vialaser como negócio escalável, capaz de produzir ampliação significativa sem afetar ou afetando minimamente os recursos da sua estrutura. 
Assim, os sócios intensificaram os esforços para expandir a companhia em 2016. Poucos meses depois, a Endeavor, organização global e sem fins lucrativos de fomento ao empreendedorismo, selecionou a Vialaser como negócio com alto potencial para um programa de aceleração. A iniciativa apoiou empreendedores nos mais diversos setores e os conectou com uma rede de mentores, formada pelos principais líderes empresariais do país.
Até 2018, a Vialaser contabilizou 23 lojas, todas localizadas no Sul e Sudeste do Brasil. No ano seguinte, um aporte financeiro externo possibilitou a abertura de clínicas em todas as regiões. Em 2019, a rede registrava mais de 60 unidades; em 2020, mais de 100. Em 2021, negociou com bancos para criar linhas de crédito para seus franqueados.
O movimento acompanha o ritmo das tendências de consumo. Segundo um levantamento efetuado pela Associação Brasileira da Indústria de Higiene Pessoal, Perfumaria e Cosméticos (ABIHPEC), as vendas do setor fecharam o primeiro trimestre de 2022 com crescimento de 6,5%. Dentro desse universo, um estudo da Grand View Research, consultoria global de pesquisa de mercado, aponta que o mercado de tratamentos estéticos a laser deve crescer 15,5% ao ano até 2024.
Além das 156 lojas próprias, das 14 franqueadas e das 4 em modelo joint venture, a Vialaser lançou a primeira clínica móvel de depilação a laser do mundo, o chamado ViaTruck: uma van para percorrer o país funcionando com energia autônoma, sem depender de fontes externas, e pode fazer até 200 atendimentos por mês.
O objetivo do projeto era levar a depilação a laser a lugares que não comportam um estabelecimento convencional. Os procedimentos realizados no ViaTruck são idênticos aos das lojas físicas da marca.

## Tecnologia
De modo geral, os lasers designados para a depilação emitem um comprimento de onda altamente concentrado atraído pela melanina presente no pelo. A luz emitida pelo equipamento penetra o folículo piloso, chegando até a raiz do pelo, onde é absorvida pela melanina. Isso produz um calor intenso que danifica o folículo e inibe o seu futuro crescimento, sem nenhum dano ao tecido circundante. A tecnologia usada pela Vialaser no Brasil une dois lasers  (Nd-YAG e Alexandrite) nas aplicações.
Uma única máquina emite os dois comprimentos de onda em proporções sincronizadas e ajustáveis. Isso permite personalizar a depilação e os tratamentos segundo o tom de pele, cor e espessura dos pelos de cada indivíduo: enquanto o laser Alexandrite tem maior afinidade com a melanina do pelo, o Nd-YAG provoca a cauterização dos capilares sanguíneos que o nutrem. A regulação permite a realização de protocolos  em seis fototipos, incluindo a pele negra — metodologias comuns têm mais probabilidade de causar queimaduras e manchas em cútis escuras ou muito bronzeadas. Além disso, o aplicador tem uma ponteira quadrada, para não haver sobreposição ou superexposição à emissão do laser.

## Recursos Humanos
Atualmente, a Vialaser conta com 825 colaboradores no Brasil e no Paraguai. Apenas biomédicos, fisioterapeutas e tecnólogos em estética e cosmética trabalham na aplicação de laser em clínicas. De acordo com dados internos, o recrutamento obedece a um funil de seleção que, além das competências individuais e da formação, considera a maneira como o candidato se encaixa na cultura da empresa e como ele influencia o ambiente. Segundo a pesquisa Great Place to Work Trust Index, 79% dos funcionários dizem que a empresa é um ótimo lugar para trabalhar, enquanto a média do mercado é de 59%. O protagonismo feminino no quadro de colaboradores — 95% dos profissionais ativos são mulheres — também é estendido à gestão. Hoje, 94% dos postos de alta liderança são ocupados por executivas. E elas são prioridades nas contratações para cargos de gerência.